# Vaaggronden
Vaaggronden zijn volgens de Nederlandse bodemclassificatie alle minerale gronden zonder duidelijke ontwikkeling van horizonten. Een vaaggrond heeft ook geen humusrijke bovengrond (minerale eerdlaag, een Ap-of Ah-horizont). Het zijn over het algemeen jonge, weinig ontwikkelde gronden waarin de verschillende bodemvormende processen nog weinig invloed hebben gehad. Vaaggronden hebben veelal een licht gekleurde, meestal wat humusarme bovengrond. In de Amerikaanse bodemclassficatie (USDA Soil Taxonomy) komen ze overeen met de entisol.
Typische voorbeelden van vaaggronden zijn stuifzandgronden, veel jonge kleigronden en vergraven gronden. 
In de herziene druk van de bodemclassificatie voor Nederland (1989) zijn de krijtvaaggronden toegevoegd. Dit zijn in Zuid-Limburg voorkomende bodems met kalksteen binnen 40 cm van het oppervlak.

## Onderverdeling
De vaaggronden worden op basis van de fysische rijping van de grond en het voorkomen van hydromorfe kenmerken onderverdeeld in drie suborden:
- Initiale vaaggronden - geheel ongerijpte gronden of gronden met een gerijpte bovengrond van maximaal 20 cm dik,
- Hydrovaaggronden - gerijpte gronden met hydromorfe kenmerken, en
- Xerovaaggronden - alle overige vaaggronden

De suborden worden op basis van de aard van de moerige eerdlaag of de fysische rijping (indroging) van de grond in de volgende groepen en subgroepen onderverdeeld:
- Initiale vaaggronden
  - Initiale vaaggronden - slappe zavel- en kleigronden
    - Gorsvaaggronden - initiale vaaggronden, waarvan de bovengrond redelijk stevig is (tot een diepte van minimaal 20 cm half of bijna gerijpt)
    - Slikvaaggronden - initiale vaaggronden, met binnen 20 cm diepte bijna ongerijpt of geheel ongerijpt materiaal

- Hydrovaaggronden
  - Hydrozandvaaggronden - zandgronden behorend tot de hydrovaaggronden
    - Vlakvaaggronden - zandgronden met een lichtgekleurde meestal humusarme bovengrond

  - Hydrokleivaaggronden - zavel- en kleigronden behorend tot de hydrovaaggronden
    - Drechtvaaggronden - hydrokleivaaggronden met een moerige laag van > 40 cm, die tussen 40–80 cm diepte begint
    - Nesvaaggronden - hydrokleivaaggronden met een niet-gerijpte ondergrond
    - Poldervaaggronden - geheel gerijpte zavel- en kleigronden zonder donkere bovengrond en zonder veen binnen 80 cm hebben (de meeste jonge zeekleigronden en komgronden in Nederland)

- Xerovaaggronden
  - Krijtvaaggronden - xerovaaggronden met binnen 40 cm vast gesteente (kalksteen)
    - Krijtvaaggronden

  - Xerozandvaaggronden - zandgronden behorend tot de xerovaaggronden
    - Duinvaaggronden - hoge zandgronden, waarin niet of nauwelijks bodemhorizonten in onderscheiden kunnen worden (voornamelijk stuifzanden en duinen)
    - Vorstvaaggronden - hoge zandgronden met een zwakke profielontwikkeling tot een diepte van 60–80 cm

  - Xerokleivaaggronden - zavel- en kleigronden behorend tot de xerovaaggronden
    - Ooivaaggronden - diep bruin gekleurde en goed gehomogeniseerde zavel- en kleigronden

## Afbeeldingen

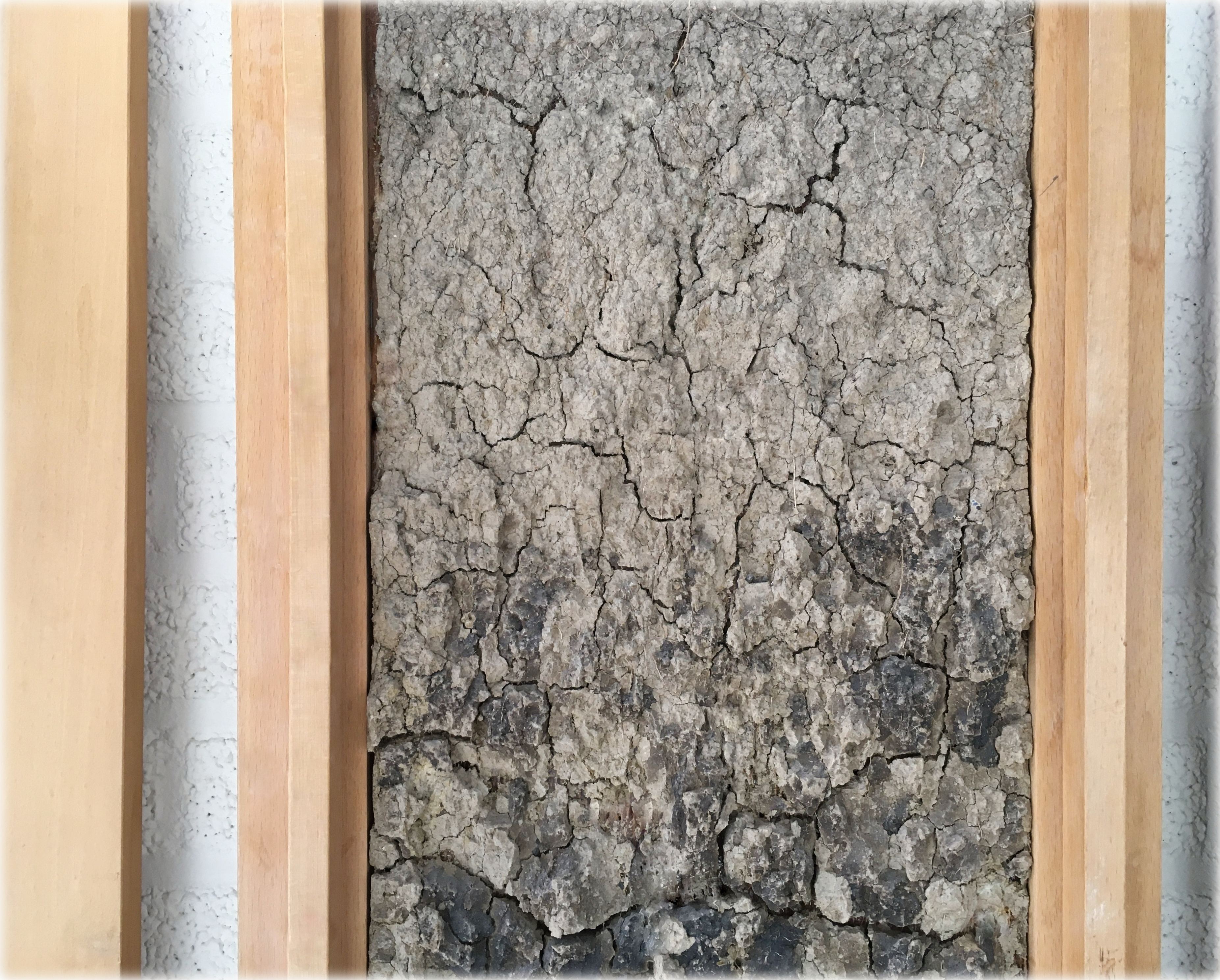
Profiel van een poldervaaggrond
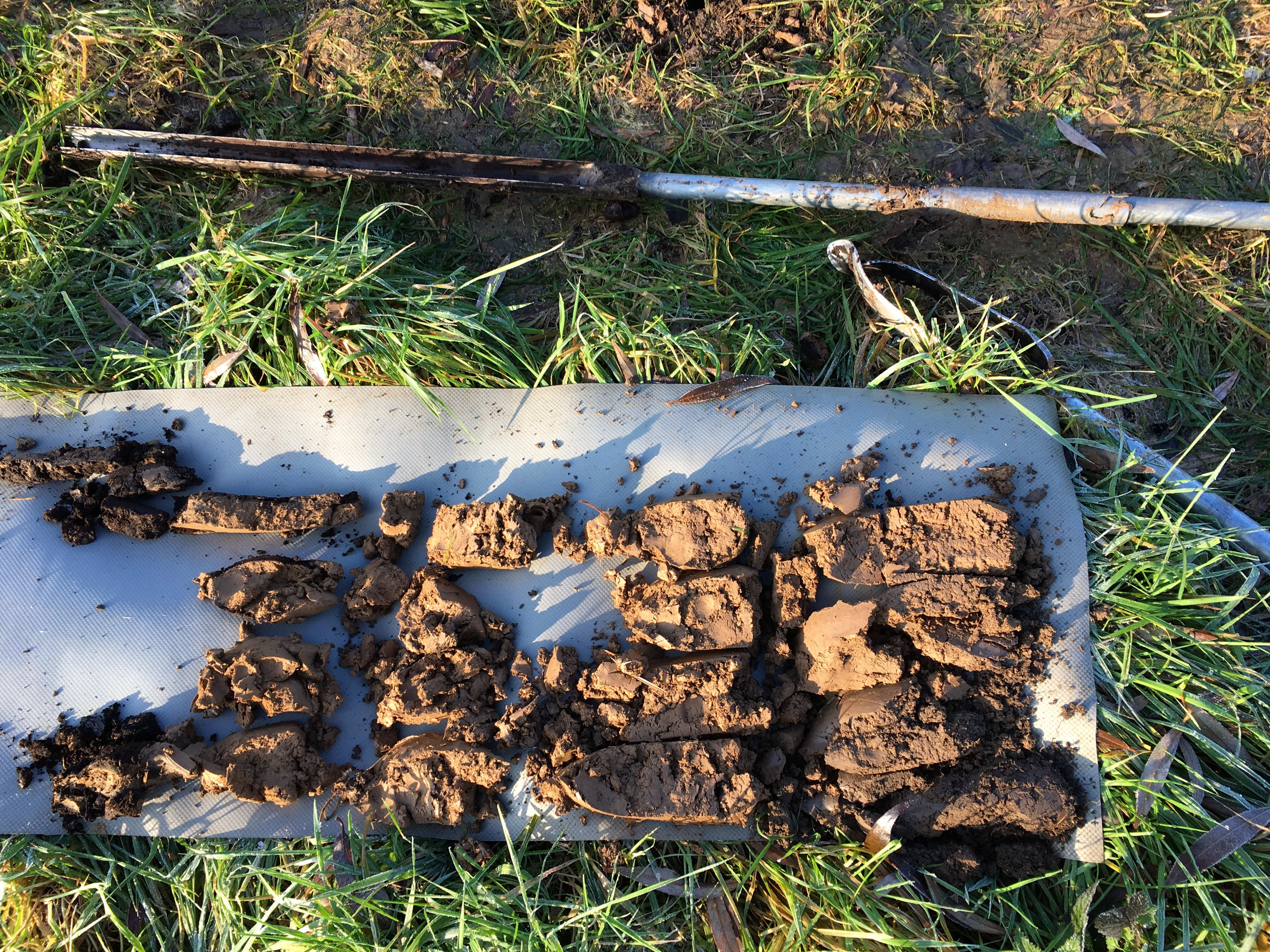
Bodemboring in een vaaggrond

World Reference Base for Soil Resources: Acrisol · Alisol · Andosol · Anthrosol · Arenosol · Calcisol · Cambisol · Chernozem · Cryosol · Durisol · Ferralsol · Fluvisol · Gleysol · Gypsisol · Histosol · Kastanozem · Leptosol · Lixisol · Luvisol · Nitisol · Phaeozem · Planosol · Plinthosol · Podzol · Regosol · Retisol · Solonchak · Solonetz · Stagnosol · Technosol · Umbrisol · Vertisol

USDA Soil Taxonomy: Alfisol · Andosol · Aridisol · Entisol · Gelisol · Histosol · Inceptisol · Mollisol · Oxisol · Spodosol · Ultisol · Vertisol

Nederlandse bodemclassificatie: Veengronden · Podzolgronden · Brikgronden · Eerdgronden · Vaaggronden